# Телефонна централа
Вижте пояснителната страница за други значения на Централа.
Телефонната централа е телекомуникационно устройство, предаващо телефонен сигнал от даден телефонен апарат на друг и осигуряващо връзката между тях. Различават се 2 вида: ръчна централа (РТЦ) и автоматична централа (АТЦ).
Процесът на свързване на двата телефонни поста е превключване между две електрически вериги и се нарича комутация.
Телефонните централи се появяват в началото на 20 век, след като абонатите на телефонните мрежи в големите градове нарастват като брой и се налага организация на свръзката между тях. Първи се появяват ръчните телефонни централи (още наричани номератори).
Има няколко поколения автоматични телефонни централи в зависимост от технологията, която използват:
- електромеханични АТЦ – от началото на 20 век, най-разпространените в България;
- полупроводникови и хибридни АТЦ – от 1960-те години;
- цифрови АТЦ – от 1980-те години.